# Alice di Champagne
Alice di Champagne (Gerusalemme, 1195 – Acri, 1246) è stata una nobile francese che divenne regina consorte del Regno di Cipro per matrimonio, dal 1210 al 1218.

## Biografia

### Infanzia e giovinezza

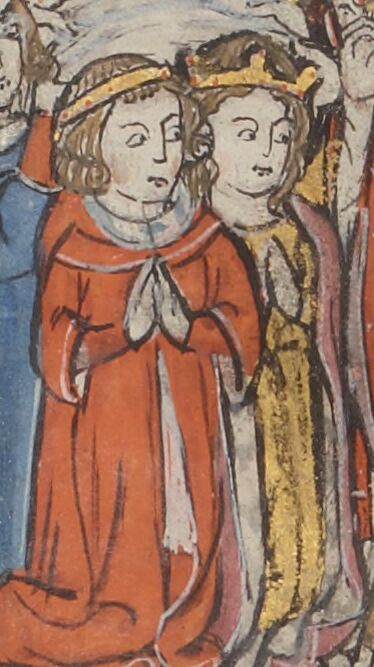
Dettaglio di una miniatura del XIII secolo raffigurante Isabella di Gerusalemme (in giallo)

Secondo il Recueil des historiens des croisades. Historiens occidentaux. Tome second, Alice era la figlia secondogenita della regina di Gerusalemme, Isabella di Gerusalemme e del suo terzo marito, il  conte di Champagne, Enrico II, che, secondo la Chronica Albrici Monachi Trium Fontium, Enrico era il figlio maschio primogenito del Conte di Champagne (conte di Troyes e conte di Meaux) e di Brie, Enrico I il Liberale e di Maria di Francia, che, sia secondo il cronista e monaco benedettino inglese, Matteo di Parigi, che secondo la Chronica Albrici Monachi Trium Fontium, Maria era la figlia primogenita di Luigi VII, detto il Giovane, re di Francia, e della duchessa d'Aquitania e Guascogna e contessa di Poitiers, Eleonora d'Aquitania, che, ancora secondo la Chronica Albrici Monachi Trium Fontium, era la figlia primogenita del duca di Aquitania, duca di Guascogna e conte di Poitiers, Guglielmo X il Tolosano e della sua prima moglie, Aénor di Châtellerault († dopo il 1130), figlia del visconte Americo I di Châtellerault e della Maubergeon, che al momento della sua nascita era l'amante di suo nonno Guglielmo IX il Trovatore.
Isabella di Gerusalemme, secondo gli Annali genovesi di Caffaro e de' suoi continuatori, era la figlia del re di Gerusalemme, Amalrico I e di Maria Comnena, che ancora secondo gli Annali genovesi di Caffaro e de' suoi continuatori, era la figlia di Giovanni Comneno, nipote dell'imperatore, Manuele I Comneno (figlio di Andronico Comneno (figlio di Giovanni II), fratello di Manuele), che, per qualche tempo fu dux bizantino di Cipro, e di Maria Taronitissa. Isabella era sorellastra del re di Gerusalemme, Baldovino IV e della regina di Gerusalemme, Sibilla.

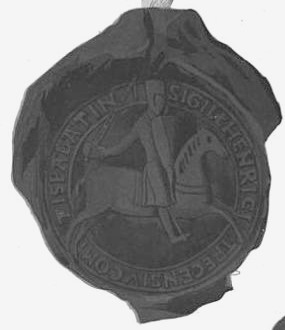
Enrico II di Champagne su di una moneta

Suo padre, Enrico II di Champagne, nipote sia del re d'Inghilterra, Riccardo Cuor di Leone che del re di Francia, Filippo II Augusto, comandanti della terza crociata, nel 1192, divenne il terzo marito di sua madre Isabella, che era in attesa di un figlio dal suo precedente marito, Corrado di Monferrato; nacque una femmina, sorellastra di Alice, Maria.
Dopo la nascita della terza figlia, nel 1196, i suoi genitori, secondo lo storico britannico, Peter W. Edbury, nel suo The Kingdom of Cyprus and the Crusades, 1191-1374, per sancire il buon rapporto con i Lusignano, re di Cipro, fecero un patto matrimoniale con Amalrico di Lusignano, per il quale i tre figli maschi di Amalrico avrebbero sposato le tre figlie di Enrico e Isabella; secondo questo accordo, Alice avrebbe dovuto sposare, Giovanni, il secondogenito di Amalrico.
Suo padre, Enrico II di Champagne, morì nel (1197); ancora secondo Edbury, Enrico morì ad Acri nel settembre 1197 per un incidente, a causa del cedimento di una ringhiera che lo fece precipitare da una finestra; secondo gli Obituaires de Sens Tome I.1, Eglise cathédrale de Sens, Obituaire du xiii siècle, Enrico (Henricus comes Campanie) morì il 6 settembre (September VIII Idus) del 1197.
Dopo la morte di Enrico, suo terzo marito, Isabella fu data in moglie per la quarta volta ad Amalrico di Lusignano che divenne re di Gerusalemme jure uxoris, e continuò a regnare sul regno di Cipro. Per ciò che riguarda la contea di Champagne, fu retta dalla madre di Enrico, Maria di Francia, per conto delle eredi di Enrico (tra cui Alice), ma, alla morte di Maria, all'inizio del 1198, il re di Francia, Filippo Augusto, concesse la contea al fratello di Enrico, Tebaldo, come ci viene riportato nel Recueil des historiens des croisades. Historiens occidentaux..
Dal quarto matrimonio di sua madre, Isabella con Amalrico, nacquero: Sibilla, Melisenda e Amalrico.
Sua madre, Isabella morì nel 1205, quattro giorni dopo il suo patrigno, Amalrico II, che era morto a San Giovanni d'Acri il 1º aprile 1205; la Chronique d'Ernoul et de Bernard le Trésorier riporta la morte di entrambi i regnanti (li rois Haimeris fu mors), mentre il Regesta Regni Hierosolymitani 1097-1291, riporta la morte di Amalrico, a Haifa, il primo aprile circa due mesi dopo il figlio ultimogenito, anche lui di nome Amalrico.

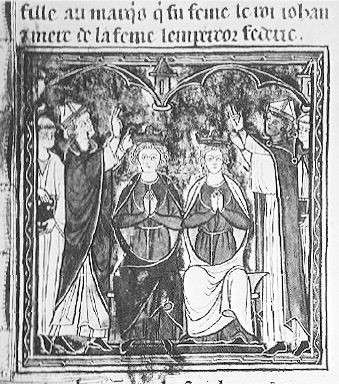
Maria del Monferrato e Giovanni di Brienne, sovrani di Gerusalemme,(dallHistoire d'Outremer, Biblioteca Medicea Laurenziana, Firenze)

Il regno di Gerusalemme passò alla sorellastra, Maria di Monferrato, figlia di sua madre, Isabella I, e del suo secondo marito, Corrado di Monferrato, sotto la reggenza di un suo zio (fratellastro di sua madre), Giovanni di Ibelin; questa successione viene confermata sia dalla Chronique d'Ernoul et de Bernard le Trésorier, che dal Regesta Regni Hierosolymitani 1097-1291.
Nel dicembre 1207, Alice, dopo la morte della sorella primogenita, Maria, fu fidanzata con l'unico maschio, rimasto in vita, di Amalrico II e della sua prima moglie Eschiva di Ibelin, Ugo, già re di Cipro, con la clausola, che se Alice fosse deceduta, prima del matrimonio, avrebbe sposato quella che era stata la sua prima fidanzata, Filippa, come ci viene confermato dal documento n° 823 del Regesta Regni Hierosolymitani 1097-1291.

### Primo matrimonio

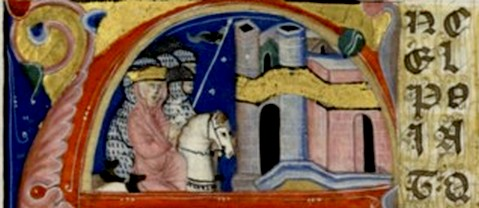
Alice arriva a Cipro in una miniatura medievale

Prima del settembre 1210 venne celebrato il matrimonio di Alice con Ugo I, che, come ci conferma la Chroniques d'Amadi et de Strambaldi. T. 1, era figlio del re di Cipro, Amalrico II di Lusignano, e della sua prima moglie Eschiva di Ibelin, che, secondo Les familles d'outre-mer, era figlia di Baldovino di Ibelin ( †  1187), signore di Ibelin e signore di Ramla, e di Richilde di Bethsan, figlia di Guermond, signore di Bethsan.; il matrimonio viene confermato dalla Chronica Albrici Monachi Trium Fontium, per cui Alice divenne Regina consorte di Cipro.
Al momento del matrimonio, Ugo I era ancora sotto la reggenza di Gualtiero de Montfaucon (ucciso nella battaglia di Satalia, 20 giugno 1212), marito di sua sorella, Borgogna (1178 c. - 1210 c.).

### Regina di Cipro
Nel 1217, suo marito, Ugo I, aderì alla quinta crociata, bandita da papa Onorio III nell'agosto 1217 per riconquistare i territori perduti nel 1188, e, sbarcando a San Giovanni d'Acri si unì al re d'Ungheria, Andrea II, al duca d'Austria e duca di Stiria, Leopoldo VI di Babenberg e a Giovanni di Brienne, re di Gerusalemme, come descritto nel livre XXXI, chap. X, del Recueil des historiens des croisades. Historiens occidentaux. Tome second, e con Ugo erano anche i fratelli, Giovanni e Filippo di Ibelin.
Dopo aver assediato la fortezza sul Monte Tabor, senza ottenere risultati, i Crociato rientrarono in Acri e dopo circa un mese, gli ungheresi e gli austriaci fecero rientro nei loro feudi, mentre Ugo, secondo la Chroniques d'Amadi et de Strambaldi. T. 1, si recò a a Tripoli, per partecipare al matrimonio della sua sorellastra, Melisenda con Boemondo IV di Antiochia.
Dopo il matrimonio della sorellastra, a Tripoli in Siria, nel 1218, sempre secondo la Chroniques d'Amadi et de Strambaldi. T. 1, suo marito, Ugo I, si ammalò e, non molto tempo dopo morì, e, ancora secondo la Chroniques d'Amadi et de Strambaldi. T. 1, fu tumulato nella chiesa degli Ospitalieri di San Giovanni di Gerusalemme di Tripoli ed in seguito fu portato nella chiesa degli Ospitalieri di San Giovanni di Gerusalemme di Nicosia.

### Reggenza
A Ugo I succedette l'unico figlio maschio, Enrico, di nove mesi, sotto la reggenza di Alice, che secondo Les familles d'outre-mer, per il governo del regno si affidò ai suoi zii (fratellastri di sua madre), Filippo d'Ibelin e Giovanni di Ibelin, Signore di Beirut e connestabile di Gerusalemme, che furono reggenti per Enrico I, come conferma anche il documento III della Histoire de l'île de Chypre sous le règne des princes de la maison de Lusignan. 3 ; Filippo e Giovanni fecero incoronare Enrico all'età di 7 anni.

### Secondo matrimonio

Probabile blasone di Boemondo V d'Antiochia.

Secondo il Recueil des historiens des croisades. Historiens occidentaux. Tome second, prima del 1225, Alice si sposò in seconde nozze, sull'isola di San Tommaso che si trova di fronte a Tripoli, con Boemondo, figlio del Principe d'Antiochia e Conte di Tripoli, Boemondo IV e di Plaisance di Gibelletto (m. 1217).
Dopo il matrimonio, Alice ed il marito, decisero di togliere la reggenza del governo di Cipro a Filippo per darla a Aimery Barlais, ma Filippo fu sostenuto dalle altre autorità e Aimery dovette lasciare l'isola assieme d Alice che si stabilì in Siria. Il secondo matrimonio di Alice ebbe breve durata. fu sciolto per consanguineità, nel 1228, come riporta la Chroniques d'Amadi et de Strambaldi. T. 1.
Nel 1228, alla morte di Filippo, descritta dalla Chroniques d'Amadi et de Strambaldi. T. 1, la reggenza passò al fratello, Giovanni; infatti quando l'imperatore, Federico II di Svevia, passò da Cipro per andare a prendere possesso del regno di Gerusalemme, fu ricevuto dal giovane re di Cipro, Enrico I e da Giovanni di Ibelin. Federico II appoggiando la richiesta di alcuni baroni favorevoli ad Alice, esautorò Giovanni, nominando al suo posto cinque reggenti.
Dopo la partenza di Federico II per la Puglia, Giovanni di Ibelin, con i suoi armati della contea di Beirut, si riprese la reggenza, cacciando gli uomini dell'imperatore (la battaglia avvenuta a Cipro è narrata dalla Chroniques d'Amadi et de Strambaldi. T. 1), mentre Alice si recò a San Giovanni d'Acri, per reclamare il trono di Gerusalemme, in quanto figlia di Enrico II ed Isabella; ma le fu contestato che il trono spettava a Corrado, figlio di Federico II e della defunta regina di Gerusalemme, Jolanda di Brienne.

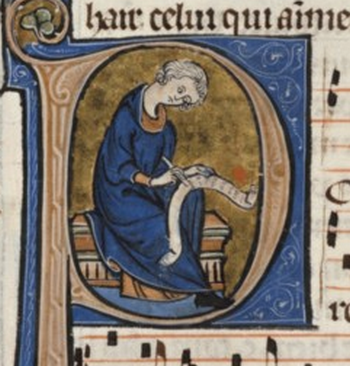
Miniatura di Tebaldo IV di Champagne

Nel 1231, Alice, lasciata la Terra santa, raggiunse la contea di Champagne e, ritenendo di poter accampare diritti sulla contea di Champagne, con l'appoggio di molti nobili della contea riprese la contestazione contro il cugino, il conte di Champagne, Tebaldo IV. Tebaldo IV, onde evitare di ricominciare una nuova guerra di successione, tra il 1232 ed il 1233, dovette tacitare Alice, pagando una cifra notevole (40.000 libbre), che fu prelevata dalle casse regie, per volere di Bianca di Castiglia e di suo figlio, il re di Francia, Luigi IX il Santo.
Alice, secondo la Chroniques d'Amadi et de Strambaldi. T. 1, fece ritorno in Palestina, nel 1235.

### Terzo matrimonio
Secondo le Mémoires, 1218-1243 / Philippe de Novare, Alice, nel 1241 circa aveva sposato in terze nozze, Raoul de Soissons, fratello del conte di Soissons; il matrimonio di Alice e Raoul viene riportato anche dalla Chroniques d'Amadi et de Strambaldi. T. 1.
Nel 1242, Alice ed il marito Raoul, vennero designati come reggenti del regno di Gerusalemme, sino al raggiungimento della maggior età di Corrado, figlio di Federico II e della defunta regina di Gerusalemme, Jolanda di Brienne, come viene riportato dalla Chroniques d'Amadi et de Strambaldi. T. 1.
In quello stesso anno, assieme al marito Raoul, si recò a Tiro, che era stata strappata alle truppe di Riccardo Filangieri che era rientrato in Puglia, per prenderne possesso; la conquista di Tiro e del suo castello viene descritta anche nelle Mémoires, 1218-1243 / Philippe de Novare.
Anche il terzo matrimonio di Alice fu di breve durata; nel 1244, Alice ed il marito Raoul si separarono.

### Morte
La reggente del regno di Gerusalemme, Alice morì nel 1246 ad Acri, come riportato da Les familles d'outre-mer; la morte di Alice viene riportata anche dalla Chroniques d'Amadi et de Strambaldi. T. 1. che ricorda che reggente del regno di Gerusalemme divenne suo figlio, Enrico, già re di Cipro.

## Discendenza
Ugo I di Cipro e Alice ebbero tre figli:
- Maria (1215 - 1251 o 1253), che sposò il conte Gualtieri IV di Brienne nel 1233[52];
- Isabella (1216 - 1264), che sposò Enrico di Antiochia[53], e che fu la madre di Ugo III di Cipro e antenata della linea denominata in seguito come la seconda dinastia Lusignano;
- Enrico (1217 - 1253), omonimo del nonno materno, che divenne re di Cipro[26] dopo la morte del padre nel 1218, con la madre che agì come reggente.

Alice al suo secondo marito, Boemondo non diede figli.
Alice al suo terzo marito, Raoul de Soissons non diede figli.

## Ascendenza
|                                 |                        |                                  | Genitori                         |  |  | Nonni |  |  | Bisnonni                               |  |  | Trisnonni                  |  |
|                                 |                        |                                  |                                  |  |  |       |  |  | Tebaldo II, conte di Blois e Champagne |  |  | Stefano II, conte di Blois |  |
|                                 |                        |                                  |                                  |  |  |       |  |  | Tebaldo II, conte di Blois e Champagne |  |  | Stefano II, conte di Blois |  |
|                                 |                        | Adele d'Inghilterra              |                                  |  |  |       |  |  | Tebaldo II, conte di Blois e Champagne |  |  |                            |  |
| Enrico I, conte di Champagne    |                        |                                  |                                  |  |  |       |  |  | Tebaldo II, conte di Blois e Champagne |  |  |                            |  |
|                                 |                        | Matilde di Carinzia              | Enghelberto II, duca di Carinzia |  |  |       |  |  |                                        |  |  |                            |  |
|                                 |                        | Matilde di Carinzia              | Enghelberto II, duca di Carinzia |  |  |       |  |  |                                        |  |  |                            |  |
|                                 |                        | Matilde di Carinzia              | Uta di Passavia                  |  |  |       |  |  |                                        |  |  |                            |  |
| Enrico II, conte di Champagne   |                        | Matilde di Carinzia              |                                  |  |  |       |  |  |                                        |  |  |                            |  |
|                                 |                        | Luigi VII, re di Francia         | Luigi VI, re di Francia          |  |  |       |  |  |                                        |  |  |                            |  |
|                                 |                        | Luigi VII, re di Francia         | Luigi VI, re di Francia          |  |  |       |  |  |                                        |  |  |                            |  |
|                                 |                        | Luigi VII, re di Francia         | Adelaide di Savoia               |  |  |       |  |  |                                        |  |  |                            |  |
| Maria di Francia                |                        | Luigi VII, re di Francia         |                                  |  |  |       |  |  |                                        |  |  |                            |  |
|                                 |                        | Eleonora d'Aquitania             | Guglielmo X, duca di Aquitania   |  |  |       |  |  |                                        |  |  |                            |  |
|                                 |                        | Eleonora d'Aquitania             | Guglielmo X, duca di Aquitania   |  |  |       |  |  |                                        |  |  |                            |  |
|                                 |                        | Eleonora d'Aquitania             | Aénor di Châtellerault           |  |  |       |  |  |                                        |  |  |                            |  |
| Alice di Champagne              |                        | Eleonora d'Aquitania             |                                  |  |  |       |  |  |                                        |  |  |                            |  |
|                                 | Folco V, conte d'Angiò | Folco IV, conte d'Angiò          |                                  |  |  |       |  |  |                                        |  |  |                            |  |
|                                 | Folco V, conte d'Angiò | Folco IV, conte d'Angiò          |                                  |  |  |       |  |  |                                        |  |  |                            |  |
|                                 | Folco V, conte d'Angiò | Bertrada di Montfort             |                                  |  |  |       |  |  |                                        |  |  |                            |  |
| Amalrico I, re di Gerusalemme   | Folco V, conte d'Angiò |                                  |                                  |  |  |       |  |  |                                        |  |  |                            |  |
|                                 |                        | Melisenda, regina di Gerusalemme | Baldovino II, re di Gerusalemme  |  |  |       |  |  |                                        |  |  |                            |  |
|                                 |                        | Melisenda, regina di Gerusalemme | Baldovino II, re di Gerusalemme  |  |  |       |  |  |                                        |  |  |                            |  |
|                                 |                        | Melisenda, regina di Gerusalemme | Morfia di Melitene               |  |  |       |  |  |                                        |  |  |                            |  |
| Isabella, regina di Gerusalemme |                        | Melisenda, regina di Gerusalemme |                                  |  |  |       |  |  |                                        |  |  |                            |  |
|                                 |                        | Giovanni Comneno, duce di Cipro  | Andronico Comneno                |  |  |       |  |  |                                        |  |  |                            |  |
|                                 |                        | Giovanni Comneno, duce di Cipro  | Andronico Comneno                |  |  |       |  |  |                                        |  |  |                            |  |
|                                 |                        | Giovanni Comneno, duce di Cipro  | Irene Aineiadissa                |  |  |       |  |  |                                        |  |  |                            |  |
| Maria Comnena                   |                        | Giovanni Comneno, duce di Cipro  |                                  |  |  |       |  |  |                                        |  |  |                            |  |
|                                 |                        | Maria Taronitissa                | Giovanni III Taronites           |  |  |       |  |  |                                        |  |  |                            |  |
|                                 |                        | Maria Taronitissa                | Giovanni III Taronites           |  |  |       |  |  |                                        |  |  |                            |  |
|                                 |                        | Maria Taronitissa                | …                                |  |  |       |  |  |                                        |  |  |                            |  |
|                                 |                        | Maria Taronitissa                |                                  |  |  |       |  |  |                                        |  |  |                            |  |

### Fonti primarie
- (LA)  Monumenta Germaniae Historica, Scriptores, tomus XXIII.
- (LA)  Obituaires de la province de Sens. Tome I.
- (LA)  Matthæi Parisiensis, monachi Sancti Albani, Chronica majora, vol II.
- (LA)  Histoire de l'île de Chypre sous le règne des princes de la maison de Lusignan, volume 3.
- (LA)  Cartulaire de l'Église du Saint-Sepulcre de Jérusalem.
- (LA)  Regesta Regni Hierosolymitani 1097-1291.
- (LA)  Annali genovesi di Caffaro e de' suoi continuatori.
- (FR)  Recueil des historiens des croisades. Historiens occidentaux. Tome second.
- (FR)  Mémoires, 1218-1243 / Philippe de Novare.
- (IT)  Chroniques d'Amadi et de Strambaldi. T. 1.

### Letteratura storiografica
- Charles Petit-Dutaillis, Luigi IX il Santo, cap. XX, vol. V, in Storia del mondo medievale, 1999, pp. 829–864.
- (EN)  The Lusignan family in the 11th & 12th centuries.
- (EN)  The Kingdom of Cyprus and the Crusades, 1191-1374.
- (FR)  Chronique d'Ernoul et de Bernard le Trésorier.
- (FR)  Les familles d'outre-mer.
- (EN)  Ulwencreutz's The Royal Families in Europe V.